# Astragalus kaufmannii
Astragalus kaufmannii är en ärtväxtart som beskrevs av Porphyriy Nikitich Krylov. Astragalus kaufmannii ingår i släktet vedlar, och familjen ärtväxter. Inga underarter finns listade i Catalogue of Life.